# Archetti pensili

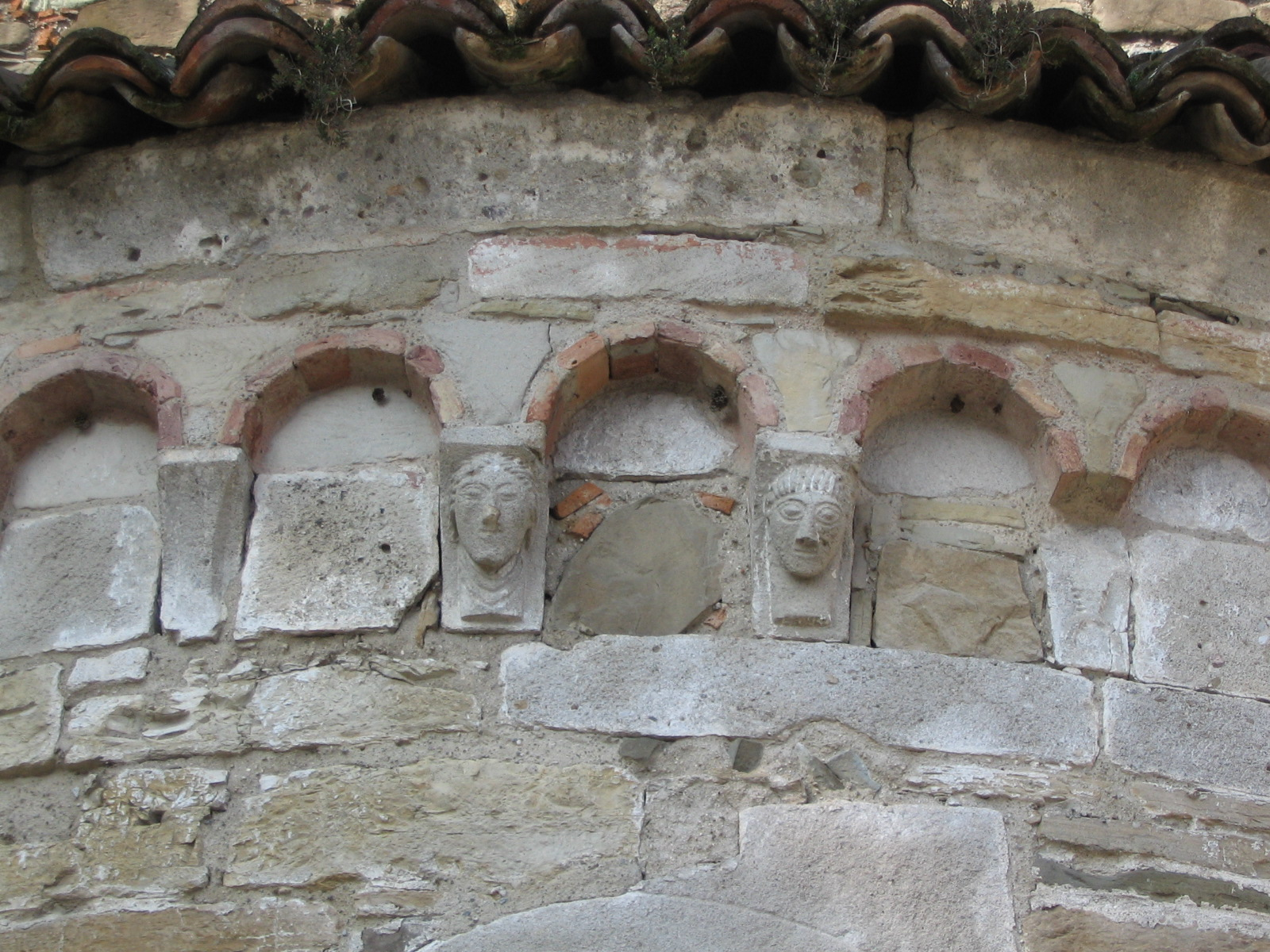
Fila di archetti pensili con peducci decorati da testine, basilica di Santa Giulia, Bonate Sotto

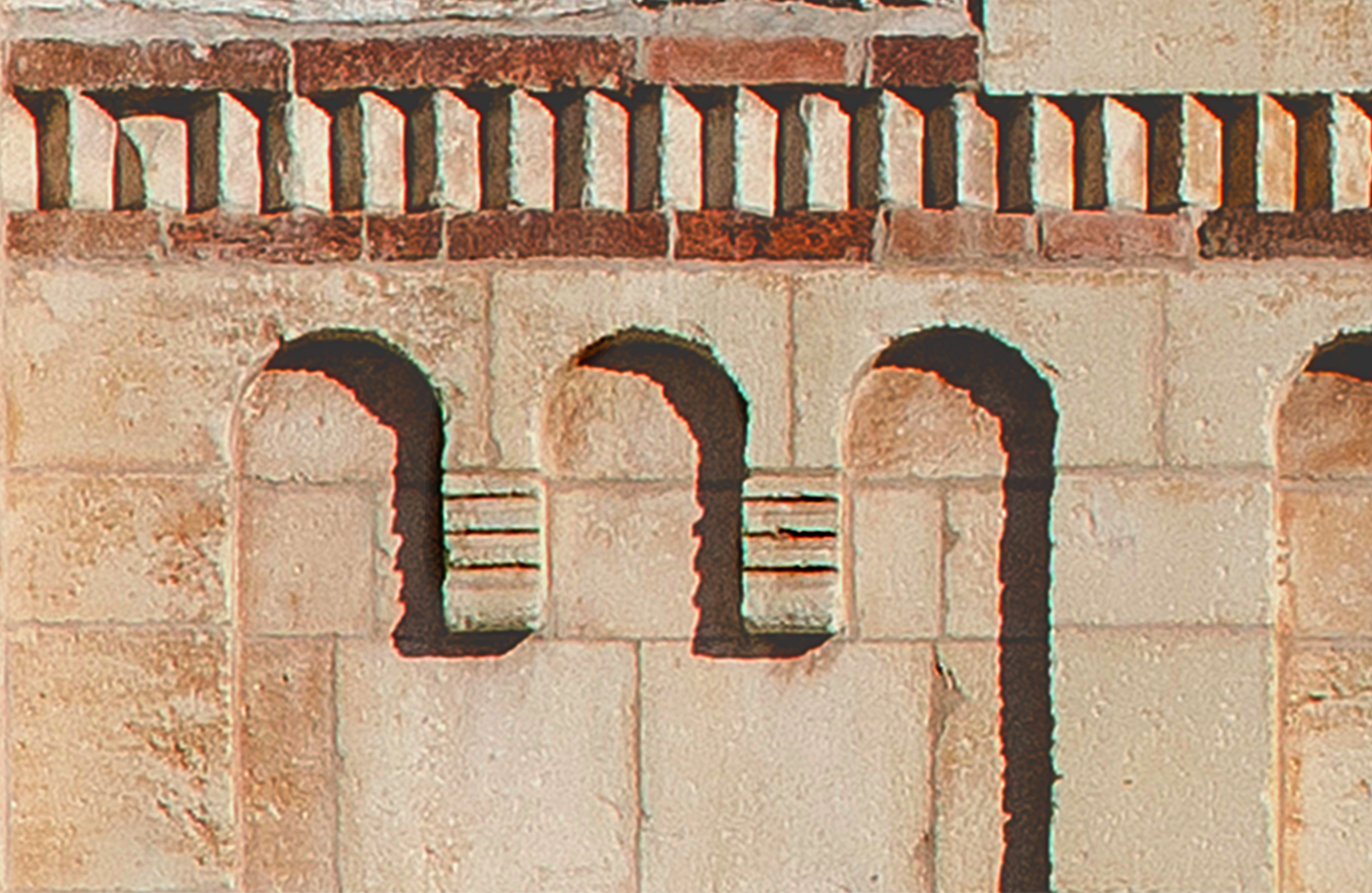
Archetti pensili e denti a sega

Gli archetti pensili sono un elemento architettonico composto da file di piccoli archi ciechi, di solito poco sporgenti dalla muratura e poggianti su peducci (molto più raramente su vere e proprie lesene, che invece si trovano spesso alle estremità degli ordini di archetti).

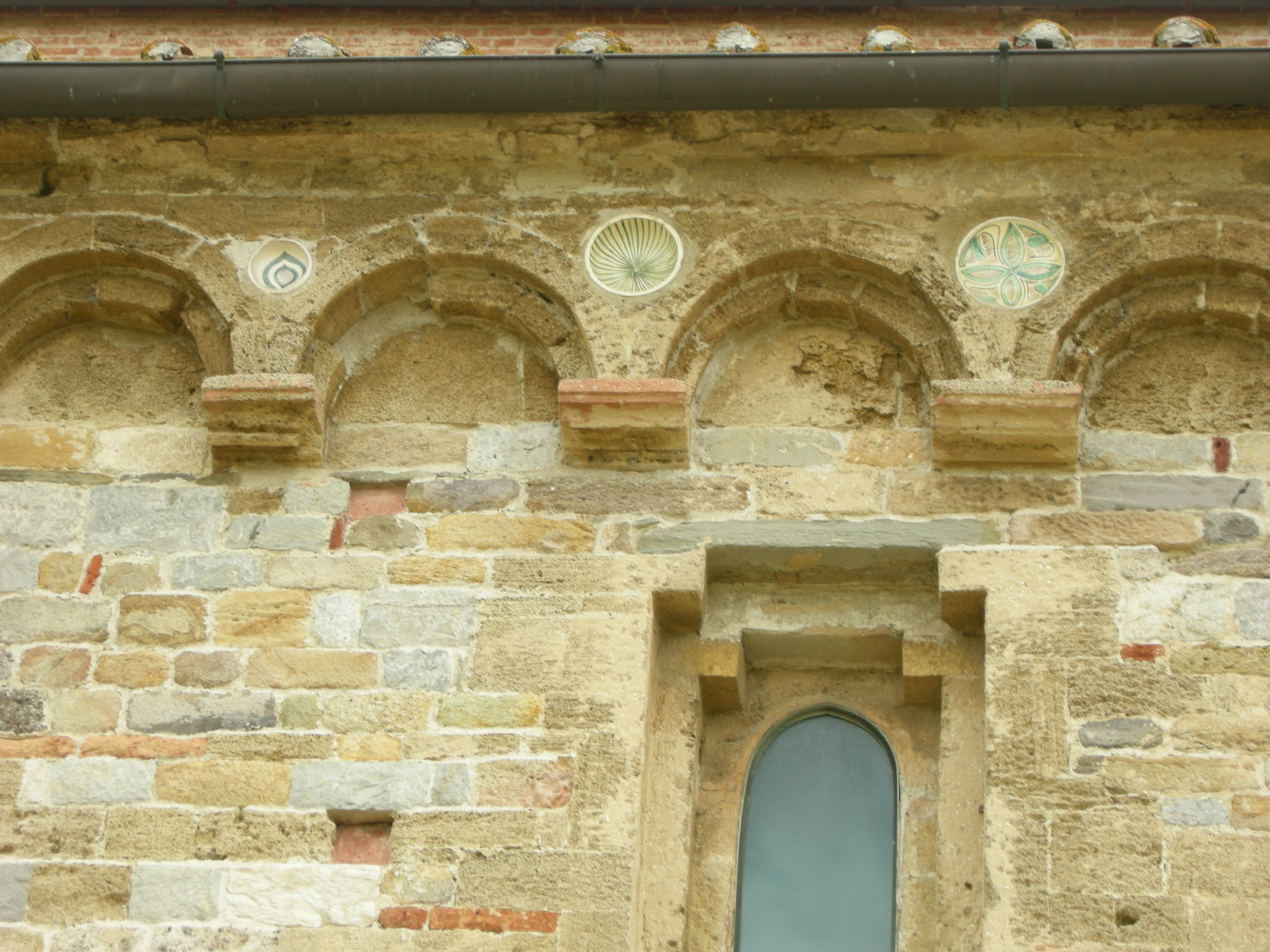
Fila di archetti pensili con bacini ceramici, Basilica di San Pietro Apostolo, a Pisa

Si tratta di un elemento molto spesso puramente decorativo, diffusissimo in tutta Europa e tipico dell'architettura romanica, sebbene in uso ancora nell'architettura gotica. Talvolta sorreggono elementi come grondaie o ballatoi o altro.
Questo elemento derivò probabilmente dalle arcate cieche, presenti fin dall'epoca dell'architettura paleocristiana (si pensi all'arte ravennate), ed ebbe una lunga elaborazione in diverse regioni europee, dalla Mosa alla Borgogna e dalla Lombardia alla Catalogna.
In particolare sono un elemento tipico del romanico lombardo, tanto che in inglese si indicano con lombard bands. In francese invece la bande lombarde indica la lesena, sempre legata agli archetti ciechi "alla lombarda".
Gli archetti pensili si trovano nei maggiori monumenti del medioevo, come la basilica di Sant'Ambrogio a Milano, basilica di Sant'Abbondio a Como, il Duomo di Pisa, nella Basilica di San Nicola a Bari, mentre all'estero si trovano, per esempio in Catalogna, a Saint-Sernin di Tolosa, nella cattedrale di Spira, ecc.